# Hwy 55 Burgers Shakes & Fries
Hwy 55 Burgers Shakes & Fries é uma cadeia de restaurantes fast casual que opera principalmente no estado da Carolina do Norte e em outros estados vizinhos na costa leste dos Estados Unidos. Fundada por Kenney Moore como Andy's Cheesesteaks and Cheeseburgers, o primeiro local abriu em Goldsboro, Carolina do Norte, em 1991. Em 2012, procurando expandir-se para além da Carolina do Norte, a empresa mudou o seu nome para Hwy 55 e abriu o seu primeiro restaurante fora do estado em maio desse ano. Em fevereiro de 2022, a cadeia contava com um total de 108 estabelecimentos nos Estados Unidos, principalmente na Carolina do Norte (81) e na Carolina do Sul (12), com 15 outros estabelecimentos nos estados da Flórida, Geórgia, Montana, Ohio, Tennessee, Texas, Virgínia e Virgínia Ocidental. O restaurante serve hambúrgueres, cheesesteaks, sanduíches, saladas, gelados e batidos.

## Restaurantes
Um restaurante Hwy 55 tem normalmente um tema dos anos 50, com toques de cor-de-rosa e azul-petróleo e decoração dos anos 50 montada nas paredes. As cozinhas estão abertas, onde os clientes podem ver os cozinheiros grelhando a sua comida.

## Caridade
Em 2006, Kenney Moore criou a Andy's Charitable Foundation, Inc. como uma corporação 501 (C) 3 com a “missão de servir o bem comum de todas as pessoas em nossas cidades natais”. Agora conhecida como Fundação Hwy 55, em 2021, arrecadou mais de US$ 1.900.000 para instituições de caridade locais, incluindo a Miracle League of the Triangle, da qual é um dos principais patrocinadores. Um campo da Miracle League em Cary, Carolina do Norte, tem o nome da fundação.